# Châtelus (Isère)
Pour les articles homonymes, voir Châtelus.
Châtelus est une commune française située dans le département de l'Isère, en région Auvergne-Rhône-Alpes. Elle fait partie de la communauté de communes de  Saint-Marcellin Vercors Isère Communauté.
La commune, à l'aspect essentiellement rural, comptait moins de quatre-vingt dix habitants en 2012 et s'étend sur 12,3 km2 avec une densité de 7 habitants par km2 et une moyenne d'altitude de 524 m.
Les habitants de Châtelus sont dénommés les Chatellussiens.

## Géographie

### Situation et description
Le territoire de Châtelus se situe dans la partie septentrionale du massif du Vercors, à proximité de son versant occidental. La commune est également inscrite dans le territoire du parc naturel régional du Vercors.

### Communes limitrophes
|                                  | Choranche       |                                 |
| Pont-en-Royans                   | Châtelus        | Saint-Julien-en-Vercors (Drôme) |
| Sainte-Eulalie-en-Royans (Drôme) | Échevis (Drôme) | Saint-Martin-en-Vercors (Drôme) |

### Géologie

#### Sites géologiques remarquables

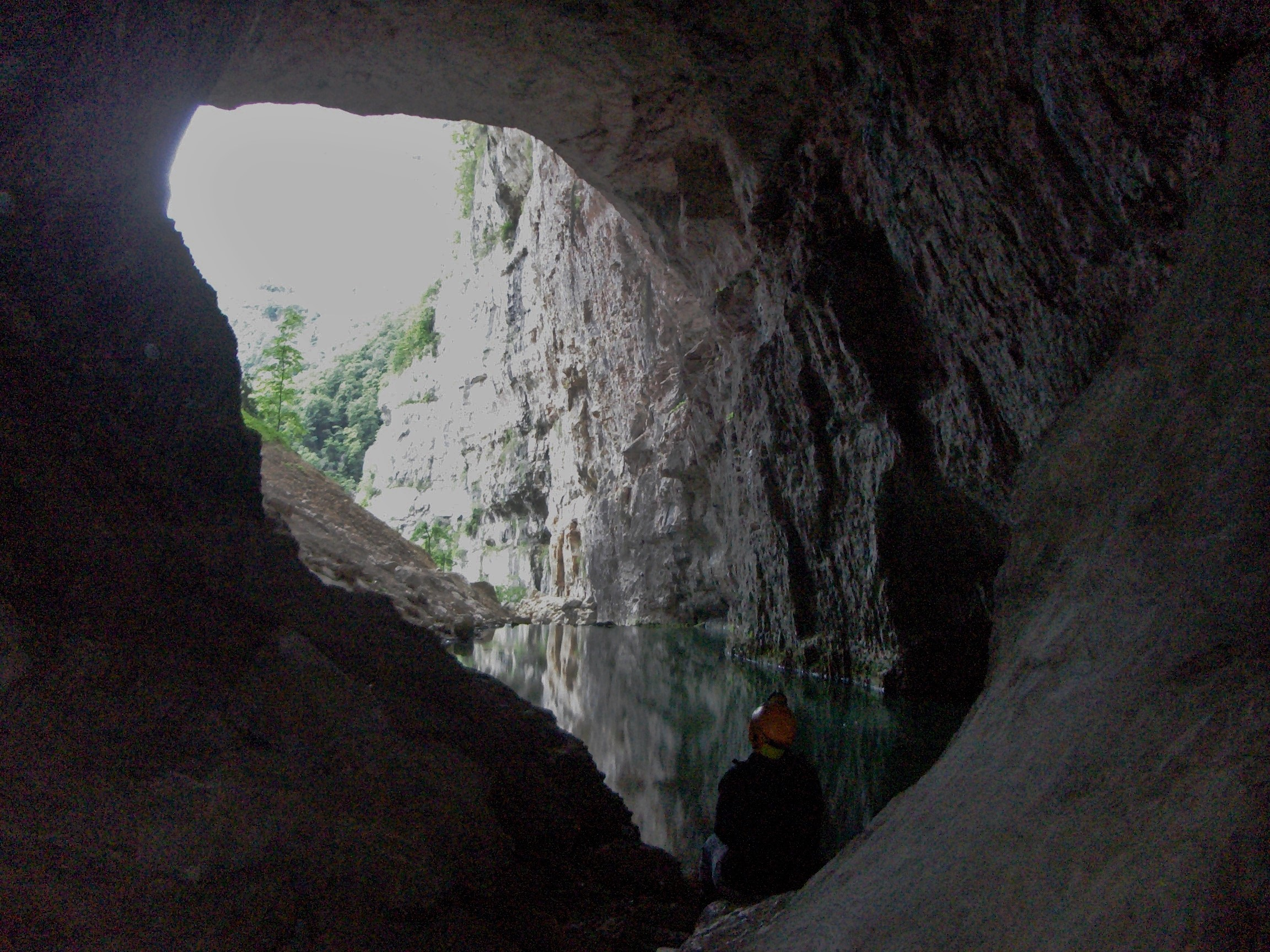
Porche de la grotte de Bournillon, l'un des plus hauts d'Europe.

La « reculée des Grands Goulets » est un site géologique remarquable de 1 645,95 hectares, qui se trouve dans les communes de Châtelus (au lieu-dit Grands Goulets), La Chapelle-en-Vercors, Échevis, Sainte-Eulalie-en-Royans, Saint-Julien-en-Vercors, Saint-Laurent-en-Royans, Saint-Martin-en-Vercors et Pont-en-Royans.
En 2014, elle est classée dans l'« Inventaire du patrimoine géologique ».
La Grotte de Bournillon est une cavité remarquable avec son porche d'entrée de 100 mètres de haut. En très grosse crue la rivière qui sort de la cavité peut atteindre 80 m3/s.

### Climat
Pour des articles plus généraux, voir Climat d'Auvergne-Rhône-Alpes et Climat de l'Isère.
En 2010, le climat de la commune est de type climat des marges montargnardes, selon une étude du Centre national de la recherche scientifique s'appuyant sur une série de données couvrant la période 1971-2000. En 2020, Météo-France publie une typologie des climats de la France métropolitaine dans laquelle la commune est exposée à un climat de montagne ou de marges de montagne et est dans la région climatique  Alpes du nord, caractérisée par une pluviométrie annuelle de 1 200 à 1 500 mm, irrégulièrement répartie en été. 
Pour la période 1971-2000, la température annuelle moyenne est de 9,8 °C, avec une amplitude thermique annuelle de 17 °C. Le cumul annuel moyen de précipitations est de 1 268 mm, avec 9,7 jours de précipitations en janvier et 6,6 jours en juillet. Pour la période 1991-2020, la température moyenne annuelle observée sur la station météorologique de Météo-France la plus proche, « Saint-Jean-en-Royans », sur la commune de Saint-Jean-en-Royans à 8 km à vol d'oiseau, est de 12,3 °C et le cumul annuel moyen de précipitations est de 1 136,1 mm,. Pour l'avenir, les paramètres climatiques de la commune estimés pour 2050 selon différents scénarios d'émission de gaz à effet de serre sont consultables sur un site dédié publié par Météo-France en novembre 2022.

### Hydrographie
La Bourne, affluent de l'Isère, est une rivière française, d'une longueur de 43,1 km, borde la partie septentrionale du territoire communal. Ce cours d'eau forme un canyon entre Châtelus, Choranche et Villard-de-Lans, connu sous le nom de gorges de la Bourne.

## Urbanisme

### Typologie
Au 1er janvier 2024, Châtelus est catégorisée commune rurale à habitat très dispersé, selon la nouvelle grille communale de densité à sept niveaux définie par l'Insee en 2022.
Elle est située hors unité urbaine et hors attraction des villes,.

### Occupation des sols
L'occupation des sols de la commune, telle qu'elle ressort de la base de données européenne d’occupation biophysique des sols Corine Land Cover (CLC), est marquée par l'importance des forêts et milieux semi-naturels (72,7 % en 2018), une proportion identique à celle de 1990 (72,7 %). La répartition détaillée en 2018 est la suivante : 
forêts (55,4 %), zones agricoles hétérogènes (16 %), espaces ouverts, sans ou avec peu de végétation (14,7 %), prairies (11,3 %), milieux à végétation arbustive et/ou herbacée (2,6 %). L'évolution de l’occupation des sols de la commune et de ses infrastructures peut être observée sur les différentes représentations cartographiques du territoire : la carte de Cassini (XVIIIe siècle), la carte d'état-major (1820-1866) et les cartes ou photos aériennes de l'IGN pour la période actuelle (1950 à aujourd'hui).

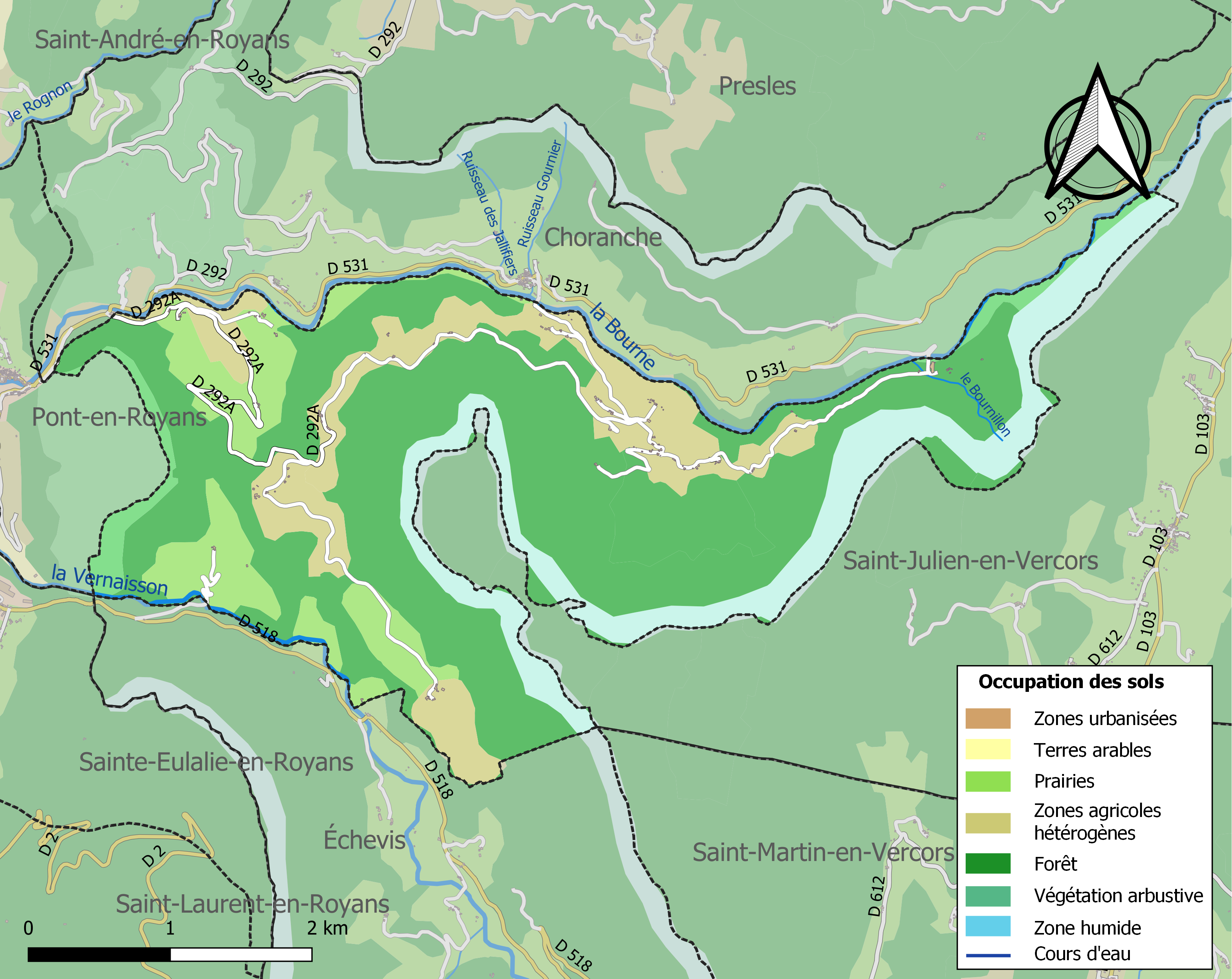
Carte des infrastructures et de l'occupation des sols de la commune en 2018 (CLC).

### Risques naturels et technologiques

#### Risques sismiques
L'ensemble du territoire de la commune de Chatelus est situé en zone de sismicité n°4 (sur une échelle de 1 à 5), comme la plupart des communes de son secteur géographique.
| Type de zone | Niveau            | Définitions (bâtiment à risque normal) |
| ------------ | ----------------- | -------------------------------------- |
| Zone 4       | Sismicité moyenne | accélération = 1,6 m/s2                |

## Toponymie
Le nom Châtelus vient probablement du bas-latin castellucium (petit château ou village fortifié)[réf. nécessaire].
Le nom est attesté mandamentum Castelli au XIe siècle et Castellucium au XIIe siècle : du bas-latin *castellucium, « village fortifié ».

## Politique et administration

### Liste des maires
| Période                                  | Période   | Identité           | Étiquette | Qualité  |
| ---------------------------------------- | --------- | ------------------ | --------- | -------- |
| mars 2001                                | mars 2008 | Jean-Mary Berthoin |           |          |
| mars 2008                                | mars 2014 | Gilles Rey         |           |          |
| mars 2014                                | 2020      | Antoine Molina     | SE        | Retraité |
| 2020                                     | En cours  | William Thumy      |           |          |
| Les données manquantes sont à compléter. |           |                    |           |          |

## Population et société

### Démographie
L'évolution du nombre d'habitants est connue à travers les recensements de la population effectués dans la commune depuis 1793. Pour les communes de moins de 10 000 habitants, une enquête de recensement portant sur toute la population est réalisée tous les cinq ans, les populations de référence des années intermédiaires étant quant à elles estimées par interpolation ou extrapolation. Pour la commune, le premier recensement exhaustif entrant dans le cadre du nouveau dispositif a été réalisé en 2004.

En 2022, la commune comptait 94 habitants, en évolution de +8,05 % par rapport à 2016 (Isère : +3,07 %, France hors Mayotte : +2,11 %).
| 1793 | 1800 | 1806 | 1821 | 1831 | 1836 | 1841 | 1846 | 1851 |
| ---- | ---- | ---- | ---- | ---- | ---- | ---- | ---- | ---- |
| 166  | 256  | 253  | 268  | 375  | 268  | 278  | 312  | 308  |

| 1856 | 1861 | 1866 | 1872 | 1876 | 1881 | 1886 | 1891 | 1896 |
| ---- | ---- | ---- | ---- | ---- | ---- | ---- | ---- | ---- |
| 272  | 242  | 262  | 241  | 237  | 231  | 217  | 201  | 215  |

| 1901 | 1906 | 1911 | 1921 | 1926 | 1931 | 1936 | 1946 | 1954 |
| ---- | ---- | ---- | ---- | ---- | ---- | ---- | ---- | ---- |
| 202  | 193  | 199  | 177  | 173  | 170  | 172  | 149  | 153  |

| 1962 | 1968 | 1975 | 1982 | 1990 | 1999 | 2004 | 2006 | 2009 |
| ---- | ---- | ---- | ---- | ---- | ---- | ---- | ---- | ---- |
| 153  | 144  | 95   | 70   | 84   | 94   | 83   | 83   | 89   |

| 2014 | 2019 | 2022 | - | - | - | - | - | - |
| ---- | ---- | ---- | - | - | - | - | - | - |
| 95   | 91   | 94   | - | - | - | - | - | - |

### Enseignement
La commune est rattachée à l'académie de Grenoble.

### Médias
Le quotidien régional historique des Alpes, distribué dans la commune, est Le Dauphiné libéré. Celui-ci consacre, chaque jour, y compris le dimanche, dans son édition locale, un ou plusieurs articles à l'actualité de la communauté de communes ainsi que des informations sur les éventuelles manifestations locales, les travaux routiers, et autres événements divers à caractère local au niveau de la commune de Châtelus.

## Culture locale et patrimoine

### Lieux et monuments
- Église Saint-Martin de Châtelus
- Monument aux morts

### Patrimoine naturel
Au lieu-dit Vezor se trouve le site remarquable de Bournillon, avec son cirque karstique percé d'un porche monumental et sa cascade impressionnante de Moulin Marquis.
De nombreux sentiers de randonnées permettent également des promenades à travers des paysages variés. Il est notamment possible de rejoindre le plateau du Vercors en empruntant le sentier du Pas de l'Allier ou Pas des voûtes ou encore d'accéder au village d'Échevis et aux sites de la Cascade verte ou de la Cascade blanche (Sainte-Eulalie-en-Royans).

### Héraldique
|  | Châtelus (Isère) possède des armoiries dont l'origine et le blasonnement exact ne sont pas disponibles. |